# Estela d'Ezana
L'estela d'Ezana (o del rei Ezana) és l'obelisc central encara dempeus al Parc d'Esteles del nord (que conté centenars d'esteles més menudes i menys decorades) a l'antiga ciutat d'Axum, en l'actual Etiòpia. Aquesta estela degué ser la darrera erigida i la major de les que hi romanen senceres. L'estela d'Ezana té 21 m d'alçada, més petita que la Gran Estela caiguda, de 33 m i que el més conegut obelisc d'Axum, de 24 m. Té la base decorada amb una porta falsa i tots dos costats contenen buits que semblen finestres.

## Història

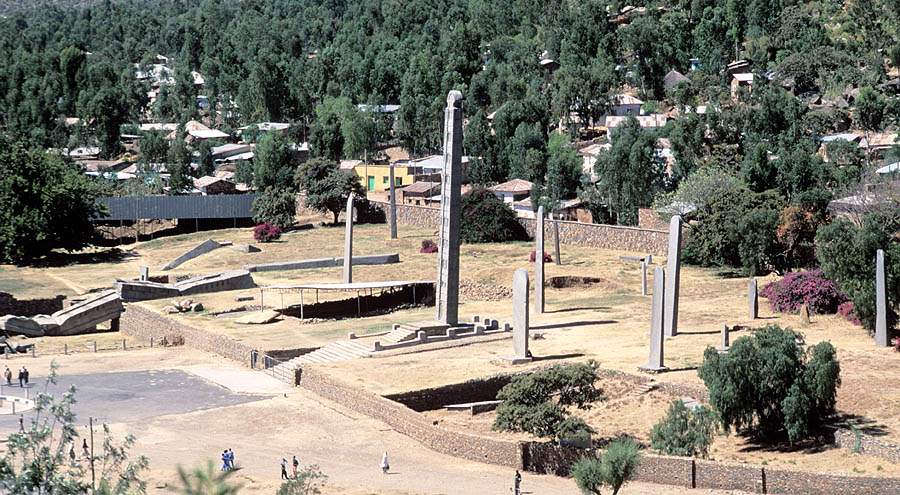
Parc d'Esteles del nord, a Axum

Aquest obelisc, denominat més correctament "estela" o amb el nom nadiu de "hawilt-hawilti" (perquè no té el cim en forma de piràmide) es tallà i erigí al s. IV de per súbdits del Regne d'Axum, una antiga civilització etíop. Se suposa que la funció d'aquestes esteles era indicar les cambres funeràries subterrànies. Els majors d'aquests indicadors de tombes s'usaven per a cambres funeràries reials i estaven decorades amb finestres falses de diversos pisos i portes també falses, mentre que la noblesa disposava d'esteles més menudes i menys ornades. L'estela del rei Ezana és, probablement, el darrer exemple d'aquesta pràctica, obsoleta després de la conversió dels axumites al cristianisme. Deu el nom al rei Ezana (300-350 de), el primer monarca d'Axum que adoptà el cristianisme seguint l'exemple i els ensenyaments de Frumenci d'Axum, el seu tutor de la infantesa. L'estela és un bloc de granit sòlid gravat, amb una porta i nou finestres falses (es creu que simbolitzen la porta i les nou cambres de la tomba del rei), que es traslladà des d'una pedrera a 4 km, segurament arrossegat per elefants.
L'estela d'Ezana és, a més, l'únic dels tres obeliscos reials majors (els altres són la Gran Estela i l'Obelisc d'Axum) que mai es va partir. Els italians en danyaren severament un en dividir-lo en tres parts i embarcar-lo cap a Roma en un dels més estranys casos d'espoli durant el saqueig colonial. L'estela d'Ezana s'afermà el 2007-2008 per un equip dirigit per l'enginyer Giorgio Croci, durant l'ensambladura de l'obelisc d'Axum. Després de dècades de peticions perquè els fos retornat el seu monument, els etíops finalment recuperaren el seu tresor històric nacional.